# 矢野修一
矢野 修一（やの しゅういち、1960年 - ）は、日本の経済学者。高崎経済大学経済学部経済学科教授。愛知県豊川市出身。博士（経済学）。
専門は、世界経済論、開発経済論、経済思想。

## 略歴
- 1979年 滋賀県立膳所高等学校卒業[3]
- 1986年 京都大学経済学部経済学科卒業
- 1988年 京都大学大学院経済学研究科修士課程修了
- 1991年 京都大学大学院経済学研究科博士課程退学
- 1991年 高崎経済大学専任講師
- 1994年 高崎経済大学助教授
- 2002年 高崎経済大学教授

## 著書

### 単著
- 『可能性の政治経済学 - ハーシュマン研究序説』（法政大学出版局、2004年） ISBN 4-623-04374-6 ISBN 978-4-588-64536-5

### 訳書
- アルバート・O・ハーシュマン 著 『離脱・発言・忠誠 - 企業・組織・国家における衰退への反応』（MINERVA人文・社会科学叢書 99）（ミネルヴァ書房、2005年） ISBN 4-623-04374-6 ISBN 978-4-623-04374-3
- アルバート・Ｏ．ハーシュマン 著 『連帯経済の可能性-ラテンアメリカにおける草の根の経験』 訳/矢野修一/宮田剛史/武井泉(法政大学出版、2008年12月) ISBN 978-4-588-60305-1 C3330

## 論文
- 「開発・市場移行論における新自由主義へのオルターナティブの研究 - 公共性概念の復権」 文部省科学研究費補助金研究成果報告書 基盤研究C （科学研究費課題番号 11630051） 1999年 - 2001年